# 维米 (埃纳省)
维米（法語：Wimy，法語發音：[wimi]）是法国上法蘭西大區埃纳省的一个市镇，属于韦尔万区。

## 地理
维米（49°56'2"N, 3°59'52"E）面积12.04 平方千米，位于法国上法蘭西大區埃纳省，该省份为法国北部内陆省份，北起北部省，西接索姆省和瓦兹省，东临阿登省和马恩省，西南至塞纳-马恩省，东北部与比利时接壤。
与维米接壤的市镇（或旧市镇、城区）包括：克莱尔方丹、埃夫里、吕祖瓦尔、蒙德勒皮、奥伊。

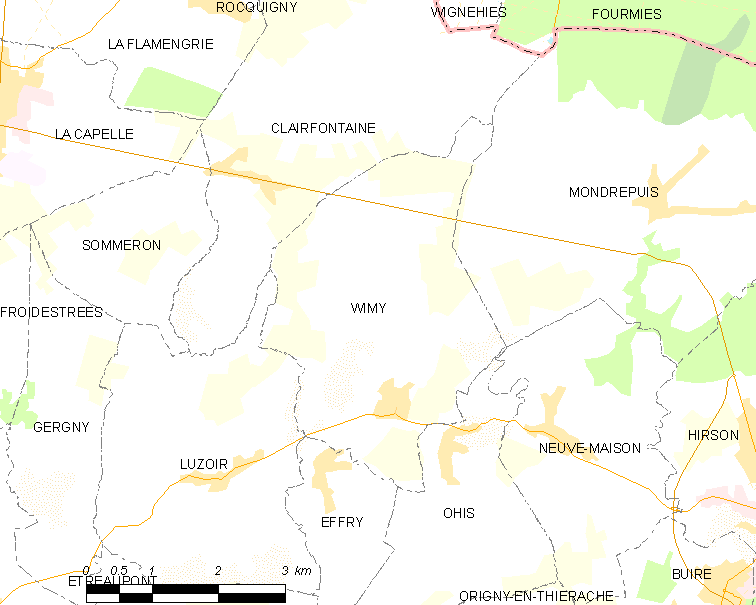
的OSM定位图

维米的时区为UTC+01:00、UTC+02:00（夏令时）。

## 行政
维米的邮政编码为02500，INSEE市镇编码为02833。

## 政治
维米所属的省级选区为伊尔松县。

## 人口

1962-2008年间人口变化图示

维米于2022年1月1日时的人口数量为464人。